# Olle Anderson
Olle Anderson, (folkbokförd som Hans Olof Andersson), född  9 januari 1939 i Gislaved, är en svensk inredningsarkitekt och designer verksam främst inom möbel- och belysningssektorn.

## Biografi
Olle Anderson utbildade sig först till byggnadsingenjör. Han fick anställning hos White arkitekter under 1960-talets byggboom. Efter några års frånvaro återkom han 1975 och startade 1976 ett inredningsarkitektkontor för White. Han blev i mitten av 1980 delägare (senior partner) i White arkitekter. 1989 startade han dotterbolaget White Design AB, där han var ledare, VD och senare styrelseordförande.
Olle Anderson erhöll under 1980- och 1990-talen utmärkelsen "Utmärkt Svensk Form" 19 gånger. Under 1980-talet var han styrelsemedlem i Svenska Inredningsarkitekters Riksförbund (SIR). Han är idag (2018) hedersmedlem i Sveriges Arkitekter.
Anderson designade hållplatskurer till 550 buss- och spårvagnshållplatser i Göteborg, vilka sattes upp i början av 1990-talet.
2004 tilldelades han "The Price of Merit" från Bertil och Britt Svenssons stiftelse för ljusteknik.
Olle Anderson har skrivit, illustrerat och utgivit flera böcker.
Anderson utnämndes 1990 till professor vid Högskolan för design och konsthantverk (HDK) vid Göteborgs universitet där han verkade under fem år.
Under några år på universitetet var han prodekanus i den konstnärliga fakultetsnämnden. Senare blev han adjungerad professor i inredningsarkitektur vid Statens Håndverks-og Kunstindustriskole (SHKS) i Oslo samt gästprofessor vid Chalmers tekniska högskola i Göteborg. 
Under åren 1997–2005 var han medlem i styrelsen för International Federation of Interior Architects & Designers (IFI). Han var organisationens president 2001–2003. I IFI förde han upp och exemplifierade hur humanitära och ekologiska frågor kunde implementeras i yrket. Han startade och drev med styrelse och medlemmar projekten  "IFI Pro Vitae" samt "IFI Design Award", båda dessa med humanitära förtecken. 2004 tilldelades han Göteborg stads honnörsstipendium för "Värdefulla insatser inom stadens kulturliv". Samma år promoverades han till hedersdoktor vid Chalmers tekniska högskola.
Olle Anderson är son till snickaren och fabrikören Hans Andersson och Florence Andersson, bägge från hantverkarsläkter.